# عشقوت
عشقوت (به عربی: عشقوت) یک منطقهٔ مسکونی در لبنان است که در شهرستان کسروان واقع شده‌است. عشقوت ۷٫۸۸ کیلومتر مربع مساحت دارد ۱٬۲۵۰ متر بالاتر از سطح دریا واقع شده‌است.